# Golina (gemeente)
De gemeente Golina is een stad- en landgemeente in het Poolse woiwodschap Groot-Polen, in powiat Koniński.
De zetel van de gemeente is in Golina.
Op 30 juni 2004 telde de gemeente 11 299 inwoners.

## Oppervlakte gegevens
In 2002 bedroeg de totale oppervlakte van gemeente Golina 99,05 km², waarvan:
- agrarisch gebied: 83%
- bossen: 7%

De gemeente beslaat 6,27% van de totale oppervlakte van de powiat.

## Demografie
Stand op 30 juni 2004:
| Omschrijving                   | Totaal | Totaal | Vrouwen | Vrouwen | Mannen | Mannen |
| ------------------------------ | ------ | ------ | ------- | ------- | ------ | ------ |
| eenheid                        | aantal | %      | aantal  | %       | aantal | %      |
| inwoners                       | 11 299 | 100    | 5675    | 50,2    | 5624   | 49,8   |
| bevolkingsdichtheid (inw./km²) | 114,1  | 114,1  | 57,3    | 57,3    | 56,8   | 56,8   |

In 2002 bedroeg het gemiddelde inkomen per inwoner 1232,43 zł.

## Administratieve plaatsen (sołectwo)
Adamów, Barbarka, Bobrowo, Brzeźniak, Chrusty, Głodowo, Golina-Kolonia, Kawnice, Kraśnica, Kolno, Lubiecz, Myślibórz, Przyjma, Radolina, Rosocha, Spławie, Sługocinek, Węglew.

## Aangrenzende gemeenten
Kazimierz Biskupi, Konin, Lądek, Rzgów, Słupca, Stare Miasto